# バガー・ヴァンスの伝説
『バガー・ヴァンスの伝説』（原題: The Legend of Bagger Vance）は、2000年のアメリカ映画。スティーヴン・プレスフィールドの小説をロバート・レッドフォード監督が映画化したゴルフ映画である。

## ストーリー
1930年代のジョージア州サバンナ。ラナルフ・ジュナは天才ゴルファーとして将来を期待されていたが、第一次世界大戦の時に受けたショックで自堕落な生活を送るようになっていた。だが、そんな彼の前に突然現れたキャディー、バガー・ヴァンスの助けによって次第に過去の自分を取り戻していく。

## キャスト
| 役名                           | 俳優                      | 日本語吹替 |
| 役名                           | 俳優                      | ソフト版   |
| ------------------------------ | ------------------------- | ---------- |
| バガー・ヴァンス               | ウィル・スミス            | 小山力也   |
| ラナルフ・ジュナ               | マット・デイモン          | 三木眞一郎 |
| アデール・インバゴードン       | シャーリーズ・セロン      | 井上喜久子 |
| ウォルター・ヘーゲン           | ブルース・マッギル        | 金子由之   |
| ボビー・ジョーンズ             | ジョエル・グレッチ        | 横島亘     |
| グラントランド・ライス         | レイン・スミス            | 西村知道   |
| ハーディ・グリーヴス（少年期） | J・マイケル・モンクリーフ | 瀧本富士子 |
| ハーディ・グリーヴス（老年期） | ジャック・レモン          | 稲垣隆史   |

※日本語吹替は上記のソフト版の他にも、マット・デイモンを神奈延年が演じた機内上映版が存在する。

## 評価
北米2061館で公開され、初週末3日間で約1151万ドルを稼ぎ、『チャーリーズ・エンジェル』、5週目の『ミート・ザ・ペアレンツ』に次いで初登場3位となった。
レビュー・アグリゲーターのRotten Tomatoesでは130件のレビューで支持率は43%、平均点は5.30/10となった。Metacriticでは35件のレビューを基に加重平均値が47/100となった。